# ماريبوروه
ماريبوروه هي مدينة، في أستراليا، تقع في ولاية فيكتوريا، بلغ عدد سكانها 7,921  نسمة وذلك حسب إحصائيات سنة 2016، رمزها البريدي هو 3465.

## المناخ
يظهر الجدول التالي التغييرات المناخية على مدار السنة لماريبوروه:
| البيانات المناخية لـماريبوروه     | البيانات المناخية لـماريبوروه | البيانات المناخية لـماريبوروه | البيانات المناخية لـماريبوروه | البيانات المناخية لـماريبوروه | البيانات المناخية لـماريبوروه | البيانات المناخية لـماريبوروه | البيانات المناخية لـماريبوروه | البيانات المناخية لـماريبوروه | البيانات المناخية لـماريبوروه | البيانات المناخية لـماريبوروه | البيانات المناخية لـماريبوروه | البيانات المناخية لـماريبوروه | البيانات المناخية لـماريبوروه |
| الشهر                             | يناير                         | فبراير                        | مارس                          | أبريل                         | مايو                          | يونيو                         | يوليو                         | أغسطس                         | سبتمبر                        | أكتوبر                        | نوفمبر                        | ديسمبر                        | المعدل السنوي                 |
| --------------------------------- | ----------------------------- | ----------------------------- | ----------------------------- | ----------------------------- | ----------------------------- | ----------------------------- | ----------------------------- | ----------------------------- | ----------------------------- | ----------------------------- | ----------------------------- | ----------------------------- | ----------------------------- |
| الدرجة القصوى °م (°ف)             | 44.8 (112.6)                  | 45.4 (113.7)                  | 39.5 (103.1)                  | 34.3 (93.7)                   | 27.0 (80.6)                   | 19.7 (67.5)                   | 22.0 (71.6)                   | 25.7 (78.3)                   | 30.7 (87.3)                   | 35.4 (95.7)                   | 40.2 (104.4)                  | 43.7 (110.7)                  | 45.4 (113.7)                  |
| متوسط درجة الحرارة الكبرى °م (°ف) | 28.8 (83.8)                   | 28.7 (83.7)                   | 25.4 (77.7)                   | 20.6 (69.1)                   | 16.2 (61.2)                   | 12.9 (55.2)                   | 12.2 (54.0)                   | 13.9 (57.0)                   | 16.7 (62.1)                   | 20.1 (68.2)                   | 23.7 (74.7)                   | 26.7 (80.1)                   | 20.5 (68.9)                   |
| المتوسط اليومي °م (°ف)            | 20.9 (69.6)                   | 21.0 (69.8)                   | 18.4 (65.1)                   | 14.5 (58.1)                   | 11.2 (52.2)                   | 8.6 (47.5)                    | 7.8 (46.0)                    | 8.9 (48.0)                    | 11.1 (52.0)                   | 13.7 (56.7)                   | 16.6 (61.9)                   | 19.0 (66.2)                   | 14.3 (57.7)                   |
| متوسط درجة الحرارة الصغرى °م (°ف) | 12.9 (55.2)                   | 13.2 (55.8)                   | 11.3 (52.3)                   | 8.3 (46.9)                    | 6.1 (43.0)                    | 4.2 (39.6)                    | 3.4 (38.1)                    | 3.9 (39.0)                    | 5.4 (41.7)                    | 7.2 (45.0)                    | 9.5 (49.1)                    | 11.3 (52.3)                   | 8.1 (46.6)                    |
| أدنى درجة حرارة °م (°ف)           | 3.3 (37.9)                    | 4.9 (40.8)                    | 2.6 (36.7)                    | 0.0 (32.0)                    | −2.0 (28.4)                   | −3.8 (25.2)                   | −4.6 (23.7)                   | −3.0 (26.6)                   | −2.6 (27.3)                   | −0.4 (31.3)                   | 0.3 (32.5)                    | 0.8 (33.4)                    | −4.6 (23.7)                   |
| الهطول مم (إنش)                   | 31.1 (1.22)                   | 32.5 (1.28)                   | 30.9 (1.22)                   | 39.1 (1.54)                   | 48.9 (1.93)                   | 55.3 (2.18)                   | 54.0 (2.13)                   | 56.1 (2.21)                   | 52.2 (2.06)                   | 48.9 (1.93)                   | 39.7 (1.56)                   | 37.2 (1.46)                   | 528.1 (20.79)                 |
| متوسط أيام هطول الأمطار (≥ 0.2mm) | 4.6                           | 4.3                           | 5.4                           | 7.0                           | 10.1                          | 12.6                          | 14.0                          | 14.0                          | 11.7                          | 10.0                          | 7.4                           | 6.2                           | 107.3                         |
| Average afternoon رطوبة نسبية (%) | 36                            | 37                            | 41                            | 52                            | 64                            | 71                            | 70                            | 63                            | 55                            | 46                            | 41                            | 37                            | 51                            |
| المصدر:                           |                               |                               |                               |                               |                               |                               |                               |                               |                               |                               |                               |                               |                               |

## أعلام
- فيليب آدامز
- بيرت لاسي
- جاك ليتل
- جيمي سوليفان
- فيلي روجرز